# Eluwium

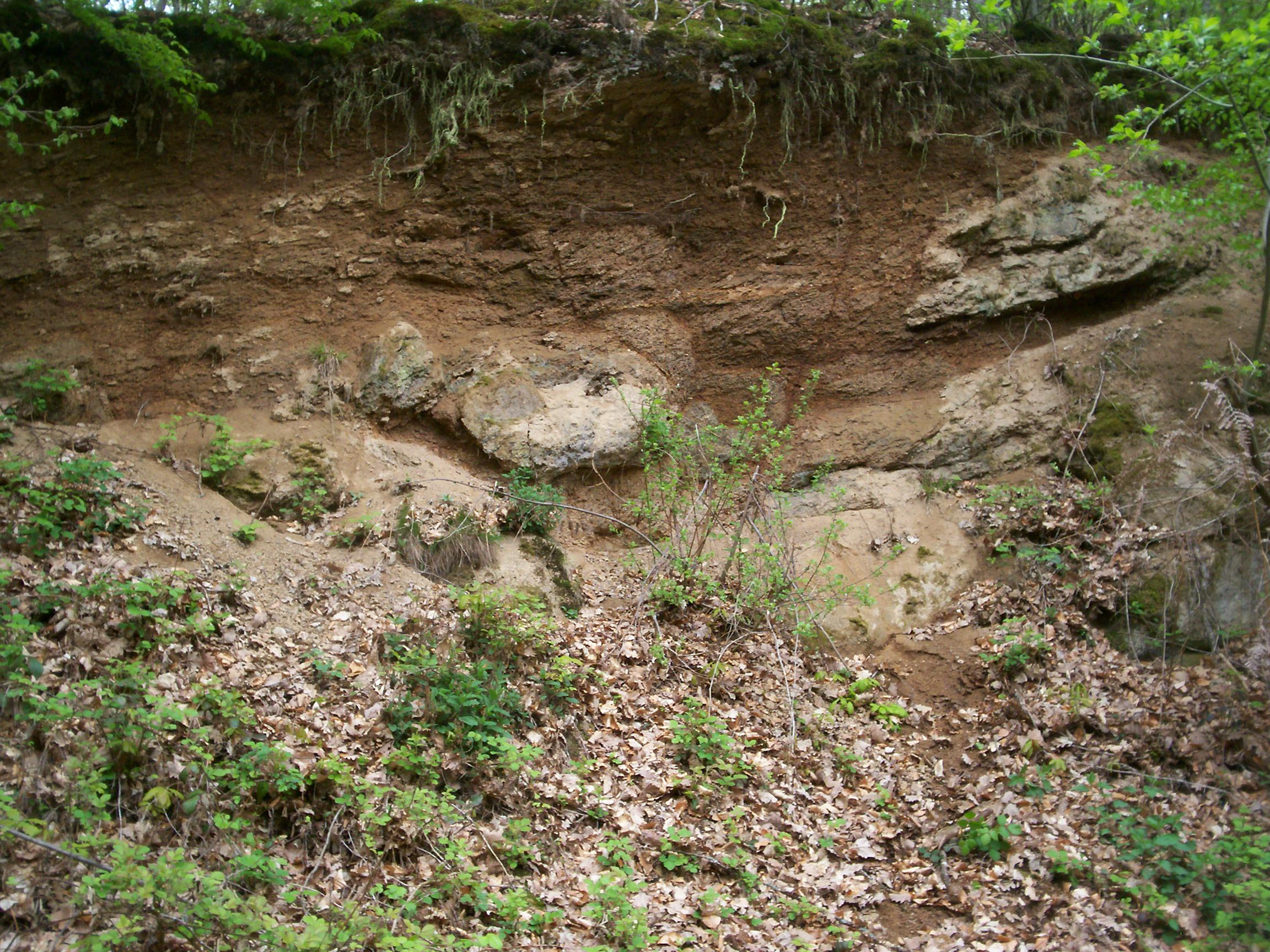
Eluwium

Eluwium, residuum zwietrzelinowe – nierozpuszczalna w wodzie pozostałość skały macierzystej (glina, piasek), która uległa procesowi zwietrzenia. Eluwium jest częścią tej skały, która pozostała w miejscu jej zwietrzenia, a więc nie została ani spłukana, ani uniesiona przez wiatr, podczas gdy materiał rozpuszczalny (deluwium) zostaje odprowadzony przez wody spływające po zboczach. Występuje w postaci osadu. Zwietrzeliny eluwialne nie są warstwowane ani posortowane według wielkości czy wagi. W glebach równin materiał powierzchni jest wymywany przez wody wsiąkowe i odprowadzany w głąb gruntu. Eluwium stanowi wierzchnią, zwykle dość cienką warstwę gleby, zalegająca bezpośrednio pod darnią bądź runem leśnym.